# Chacoikeontus clavifemur
Genre
Espèce
Chacoikeontus clavifemur, unique représentant du genre Chacoikeontus, est une espèce d'opilions laniatores de la famille des Metasarcidae.

## Distribution
Cette espèce est endémique de Bolivie.

## Description
Le mâle syntype mesure 7 mm.

## Publication originale
- Roewer, 1929 : « Weitere Weberknechte III. (3. Ergänzung der: "Weberknechte der Erde", 1923). » Abhandlungen der Naturwissenschaftlichen Verein zu Bremen, vol. 27, p. 179–284.